# Blepharotes
Blepharotes is een vliegengeslacht uit de familie van de roofvliegen (Asilidae).

## Soorten
- B. aterrimus (Hermann, 1907)
- B. coriarius (Wiedemann, 1830)
- B. flavus Ricardo, 1913
- B. macrostylus Loew, 1874
- B. rischbiethi Lavigne & Young, 2009
- B. splendidissimus (Wiedemann, 1830)
- B. vivax (Hermann, 1907)